# Zaedyus pichiy
El piche (Zaedyus pichiy), también llamado pichi, piche patagónico, quirquincho o armadillo de la Patagonia, es una especie de mamífero cingulado de la familia Chlamyphoridae que habita en el sur de Argentina y Chile, en la región patagónica hasta el estrecho de Magallanes. 

## Descripción
Los piches tienen una longitud total promedio, contando cabeza, caparazón y cola, de hasta 60 cm, y una altura de aproximadamente 12 cm;  con orejas de 13 mm. Se encuentra entre las especies más pequeñas de armadillo, con un peso total de 900 g. 
El caparazón es castaño oscuro, la cola, vientre y patas son amarillentas. La cabeza está cubierta con placas similares a las del caparazón, y presenta hocico largo y ojos pequeños. Las patas están provistas de fuertes pezuñas.

## Distribución
Según investigaciones genéticas, arqueológicas e históricas, antes de la década de 1970 esta especie no habitaba en la Patagonia chilena ni en la Patagonia argentina austral, ya que era detenida en la margen norte del río Santa Cruz. La construcción de estructuras humanas como carreteras, oleoductos y especialmente puentes sobre los ríos, además de otras alteraciones antrópicas durante más de un siglo, modificaron las condiciones ambientales de la región, permitiéndole invadir áreas en las que naturalmente no podría haber conquistado.
Restos fósiles de ejemplares de este género fueron exhumados en la Argentina y en Bolivia, en este último país en el departamento de Chuquisaca (20.8°S 63.1°W y 20.9°S 63.1°W), en estratos holocénicos de la “formación Nuapua”.

## Costumbres
Es un animal solitario, diurno, y semifosorial. Habita pastizales y regiones secas de suelos arenosos en la Patagonia y el centro de la Argentina, donde cava madrigueras de poca profundidad en las que busca protección de depredadores, del exceso
de frío en invierno y del calor del verano. Ante cualquier amenaza, se oculta dentro de su caparazón y se aplasta contra el suelo, así los atacantes no pueden llegar hasta su blando vientre.
Posiblemente es el único armadillo que puede entrar en hibernación. En invierno entra en un sopor estacional dentro de su cueva, hasta el inicio de la primavera, especialmente en las zonas más meridionales de su hábitat.

### Alimentación
Es un omnívoro-oportunista en sus hábitos alimenticios. Su dieta está compuesta por insectos, gusanos y pequeños vertebrados como lagartijas o roedores. Ocasionalmente consumen también vegetales y musgos.

### Reproducción y período de vida
La hembra pare dos y hasta tres crías después de 60 días de gestación. Las crías se alimentan por sí mismas a partir de la sexta semana, y maduran sexualmente entre los nueve y doce meses. La mayor edad conocida de un piche en cautividad alcanzó los nueve años.

## Amenazas
La caza del piche es una actividad relativamente frecuente en la Patagonia, donde muchas personas aprecian su carne. Aunque es baja la densidad humana en la región, sus poblaciones han sufrido una significativa declinación. Ha sido clasificada como «Casi Amenazada» (NT) por la UICN debido a fuertes presiones cinegéticas, y modificaciones y fragmentaciones de su hábitat.